# Sepullia peregrina
Sepullia peregrina är en insektsart som beskrevs av Hesse 1925. Sepullia peregrina ingår i släktet Sepullia och familjen spottstritar. Inga underarter finns listade i Catalogue of Life.